# Samuel Gobeil
Pour l’article homonyme, voir Gobeil.
Samuel Gobeil (17 août 1875-1er janvier 1961) fut un agriculteur et homme politique fédéral et municipal du Québec.

## Biographie
Né à La Patrie dans la région de l'Estrie, il entama sa carrière politique en servant comme maire de la municipalité de La Patrie pendant une quinzaine d'années.
Élu député du Parti conservateur dans la circonscription fédérale de Compton en 1930, il avait précédemment subit deux revers par le libéral Joseph-Étienne Letellier de Saint-Just en 1925 et 1926. Son mandat prit fin en 1935 alors qu'il est défait par le libéral Joseph-Adéodat Blanchette. Tentant un retour en tant que candidat du Parti progressiste-conservateur du Canada en 1945, il est à nouveau défait par Blanchette.
Durant son passage à la Chambre des communes, il fut brièvement ministre des Postes en 1935.